# Rifugio padre Rambo
Il rifugio padre Rambo (in portoghese Refúgio Padre Rambo) era un'installazione antartica estiva brasiliana intitolata al botanico padre Balduino Rambo.
Localizzato ad una latitudine di 62°09′53″S ed a una longitudine di 58°57′53″O la struttura si trovava sull'isola di Re Giorgio, nelle Shetland meridionali e dipendeva sia logisticamente che amministrativamente dalla stazione Ferraz. 
Installata durante l'estate 1984/85 la struttura è stata rimossa nel 2004.
Poteva ospitare sino a 6 scienziati per un massimo di 40 giorni.